# 2186
Het jaar 2186 is een jaartal volgens de christelijke jaartelling.

## Gebeurtenissen
- 16 juli - Er is een zonsverduistering over Colombia, Venezuela en Guyana van 7 minuten en 29 seconden te zien.[1] Dit is bijna het theoretische maximum. Voorspeld wordt dat dit de langste zonsverduistering in 10.000 jaar is.